# Cabanelas (Mirandela)
Cabanelas ist eine Ortschaft und Gemeinde im Norden Portugals.

## Geschichte
Die heutige Ortschaft entstand vermutlich nach der mittelalterlichen Reconquista.
1435 wurde der Ort als Vila und als eigene Gemeinde geführt, er gehörte zum Kloster Mosteiro de Castro de Avelãs.
1890 wurde die Gemeinde vorübergehend aufgelöst und war einige Jahre der Gemeinde Abambres angegliedert. 1936 kam zudem die ehemals eigenständige Gemeinde Chelas von der Gemeinde Carvalhais zu Cabanelas.

## Verwaltung
Cabanelas ist Sitz einer gleichnamigen Gemeinde (Freguesia) im Kreis (Concelho) von Mirandela im Distrikt Bragança. In ihr leben 344 Einwohner auf einer Fläche von 19 km² (Stand 19. April 2021).
Folgende Ortschaften liegen im Gebiet der Gemeinde:
- Cabanelas
- Chelas
- Valongo das Meadas